# Люсьєн Сімон
Люсьєн Сімон (фр. Lucien Simon; 17 липня 1861, Париж — 13 жовтня 1945, Сан-Марине, Комбрі) — французький живописець, ілюстратор, літограф і педагог. Професор художньої академії Ґранд-Шомьєр і Школи образотворчих мистецтв в Парижі. Член Академії вишуканих мистецтв Франції (1927).

## Біографія
Син лікаря. Навчався в столичному ліцеї Людовика Великого. Служив в армії.
З 1880 по 1883 рік навчався в Академії Жуліана в Парижі під керівництвом Тоні Робер-Флері і Вільяма Бугро.
З 1881 виставлявся в Салоні французьких художників і салоні національного товариства образотворчих мистецтв. У 1884 році жіночий портрет його роботи отримав заохочувальну премію в Салоні французьких художників.
Відвідав Нідерланди і був вражений роботами Франса Галса, деякий час перебував під впливом його творчості.
У 1890 році став членом французького національного товариства образотворчих мистецтв.
У 1891 році одружився з Жанною Доше (фр. Jeanne Dauchez) (1869—1949), старшій сестрі художника Андре Доше. У тому ж році зустрівся і подружився з Шарлем Котте. У 1895 з Котте і невеликою групою художників-однодумців (Едмон Аман-Жан, Моріс Дені та ін.) організував так звану «Чорну банду сучасного суспільства» (фр. Bande noire Societe Nouvelle), чиї роботи відрізнялися грубим реалізмом і темною палітрою кольорів.
Створивши сім'ю, в 1902 році купив занедбаний маяк в Сан-Марині, який перетворив в будинок відпочинку для сім'ї та свою творчу майстерню. Сімейне життя стало для нього джерелом натхнення, тут він написав багато портретів дружини, дітей і онуків, сцен дитячих ігор та ін.
1900-ті — 1920-ті роки стали вершиною творчої кар'єри Люсьєна Симона. Його слава дозволила багато подорожувати, художник взяв участь у кількох міжнародних виставках (Лондон, Венеція, Піттсбург).
Стало надходити багато замовлень від французького уряду, а також японських, європейських і американських музеїв і колекціонерів з-за кордону. Музей Прадо придбав його картину «Урок танцю» (нині в Центрі мистецтв королеви Софії).
У 1900 році Люсьєн Симон був нагороджений золотою медаллю на Всесвітній виставці в Парижі і став кавалером ордена Почесного легіону. У 1911 році був зведений в звання офіцера ордена Почесного легіону.
У 1923 році призначений професором Школи витончених мистецтв в Парижі, де виховав багато відомих художників, в тому числі Штефана Попеску. У березні 1927 був обраний членом Академії витончених мистецтв Франції, а в наступному році — членом Ради національних музеїв Франції.
У 1933 році — офіційний художник ВМФ Франції; всі його художні твори, створені в рамках POM, були оголошені як такі, що належать до національного культурного надбання держави.
Професор художньої академії Ґранд-Шомьєр.
Брав участь у створенні Каса-де-Веласкес в Мадриді (1929). У 1931 році в Буенос-Айресі прочитав кілька лекцій із сучасного французького живопису. У 1934 році проілюстрував книгу «Ісландський рибалка» П'єра Лоті.
У 1937 році художник був нагороджений Гран-прі Всесвітньої виставки (Париж, 1937).
Під час Другої світової війни жив у Сан-Марині, де писав пейзажі Оді, сцени з повсякденного життя рибалок і селян.
У 2010 році Домініком Боєром, онуком художника, було створено «Товариство Люсьєна Сімона» для збереження і популяризації спадщини художника.

## Галерея

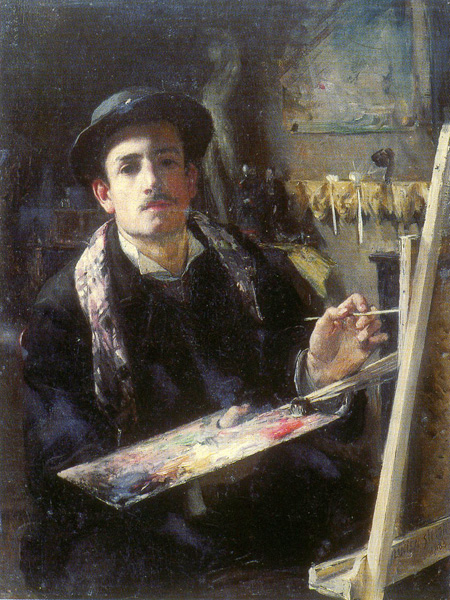
Автопортрет (бл. 1883)
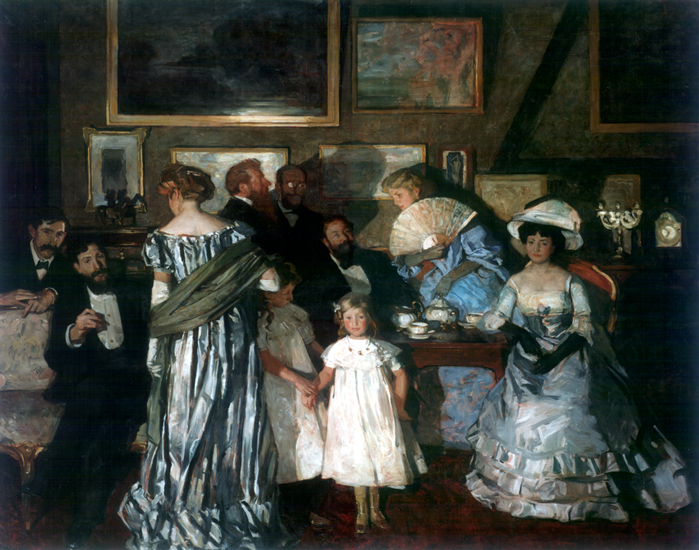
Вечір в майстерні (1904)
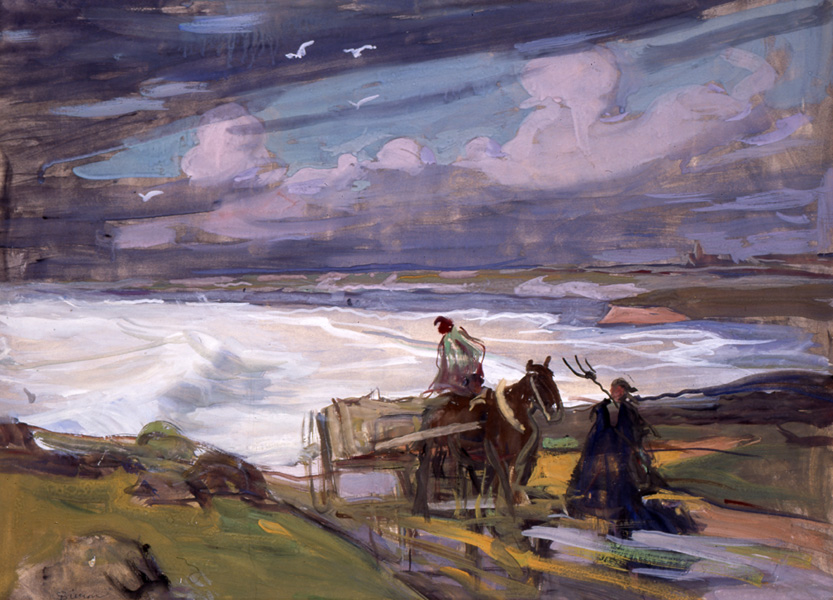
Збір морських водоростей (1934)
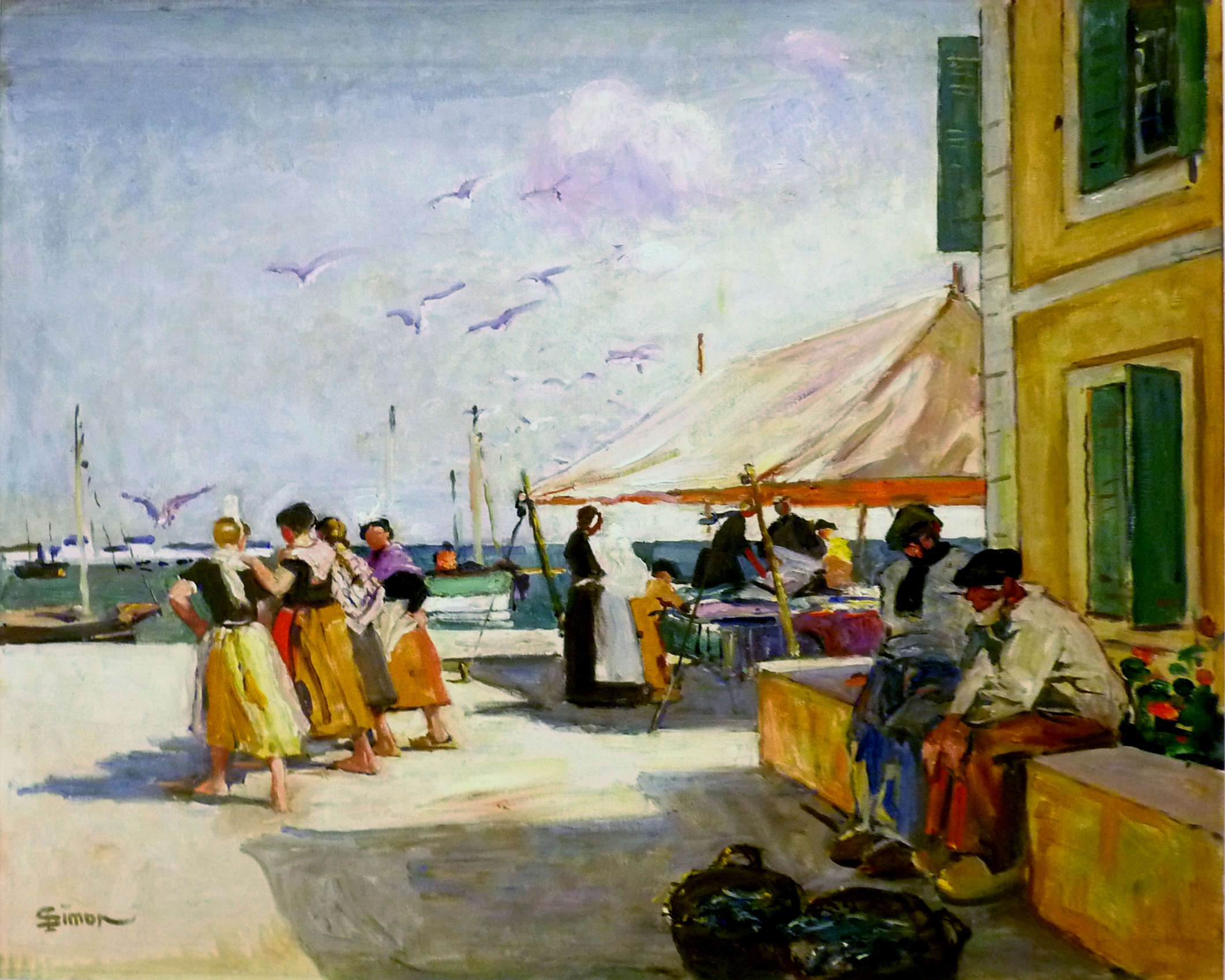
Набережна Керіті (1937—1938)
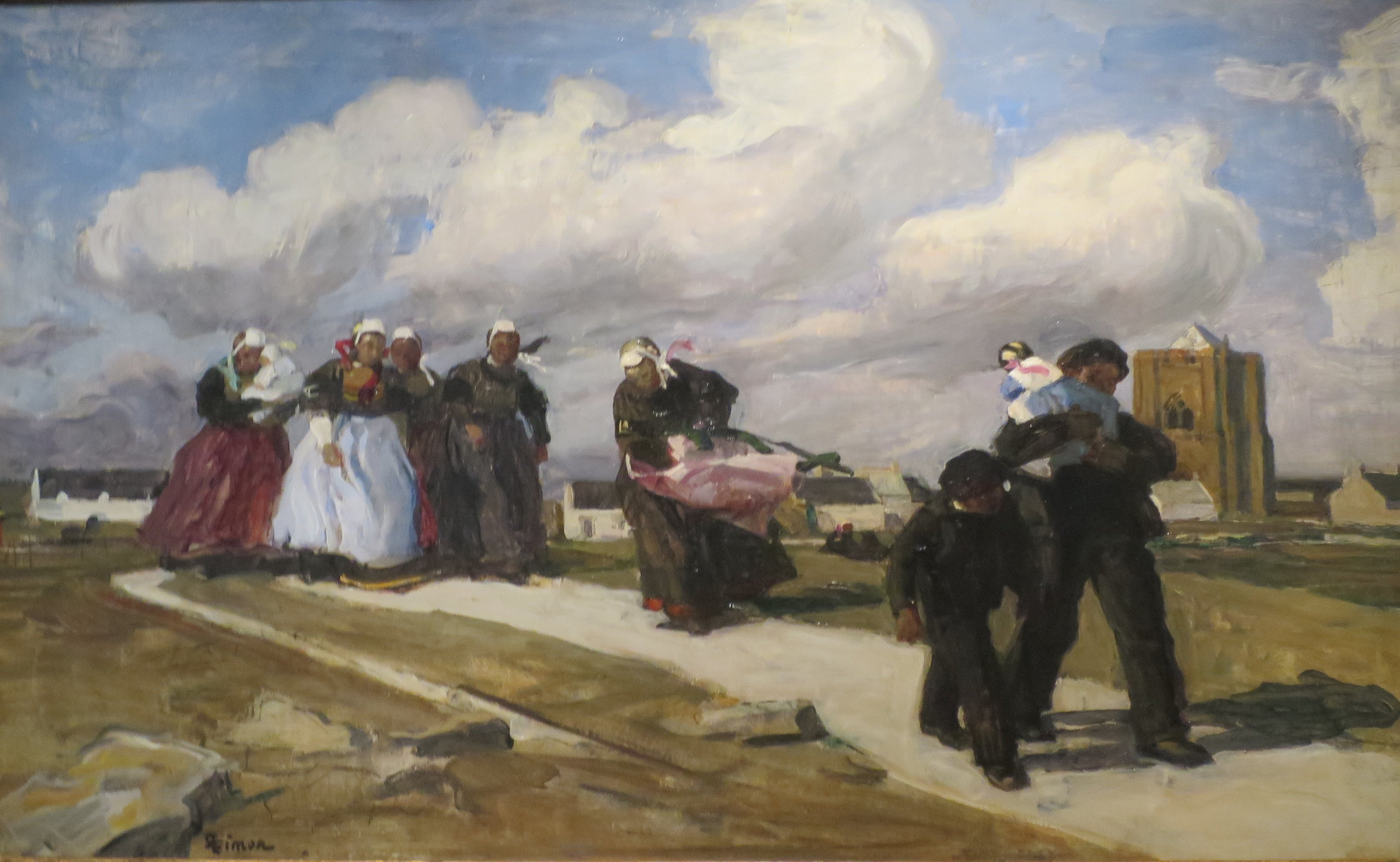
Порив вітру